# Saïd Benkarit
Said Benkarit est un footballeur germano-marocain né le 12 janvier 1995 à Essen. Il évolue au poste d’attaquant au SV Burgaltendorf en troisième division allemande.

## Palmarès

### En équipe nationale
- Équipe d'Allemagne des moins de 17 ans
  - Finaliste du Championnat d'Europe de football des moins de 17 ans en 2012